# Capitanía de Porto Seguro
La capitanía de Porto Seguro fue una de las capitanías hereditarias establecidas por el rey Juan III de Portugal en 1534, en el Brasil, con vistas a incrementar el poblamiento y defensa del territorio. 
La carta de donación de la capitanía a Pero do Campo Tourinho fue firmada el 27 de mayo de 1534. La capitanía estaba constituida por 50 leguas de costa entre el río Mucuri y el río Poxim. Tenía un suelo de óptima calidad para el cultivo de la caña de azúcar, muchos ríos y mucho palo de Brasil.
Otro factor de colonización del litoral brasileño fue la acción catequizadora de las órdenes religiosas. Los franciscanos fueron los primeros en establecer contacto con aquel trecho del litoral, ya que en la expedición de Pedro Álvares Cabral iban ocho religiosos de aquella orden, al mando del padre Henrique de Coímbra, que siguieron hacia la India. 
En 1516, llegaron a Porto Seguro dos misioneros de la Provincia de San Francisco de Portugal, quienes catequizaron a los tupiniquinis y dieron asistencia religiosa a los colonos, soldados y degradados portugueses. Fueron ellos quienes construirán la primera iglesia del país, dedicada a San Francisco de Assis.
De Porto Seguro partieron, en el siglo XVI, varias entradas al interior del Brasil (sertón), pero no llegaron a crear poblaciones. Entre las más notables se destacaron:
- La de Francisco Bruza de Espinosa (1553), que acompañaba al padre jesuita João de Azpilcueta Navarro. Supuestamente exploró la cuenca del río Jequitinhonha, las cabeceras del río Pardo y del río das Velhas, alcanzando el río San Francisco;
- La de Martim de Carvalho (1567), que subió el río Jequitinhonha, llegando a la sierra de Itacambira, donde descubrió arenas auríferas;
- La de Sebastião Fernandes Tourinho (1572) exploró el valle del río Doce, habiendo posiblemente llegado hasta la actual Diamantina, y
- La de Antônio Dias Adorno (1574), que partiendo de Salvador de Bahía por mar, penetró en el río Caravelas y, por tierra, llegó al valle del río Mucuri, alcanzando tierras del actual Estado de Minas Gerais.

A mediados del siglo XVIII fueron incorporadas a la Corona las capitanías de Ilhéus (1754), de Porto Seguro (1761), la de Itaparica y la del Paraguaçu que, juntamente con la que perteneció a Francisco Pereira Coutinho y fuera incorporada en 1548, para la creación de la sede del Gobierno General, formarían la gran capitanía de la Bahía de Todos los Santos, cuyo territorio correspondía, prácticamente, a los actuales estados de Bahía y Sergipe.